# Гайнуллин, Мухамет Хайруллович
Мухамет Хайруллович Гайнуллин (18 августа 1903, село Кулларово Тетюшского уезда, ныне село Кзыл-Тау Апастовского района Республики Татарстан — 24 мая 1985, Казань, Татарская АССР) — советский татарстанский литературовед. Доктор филологических наук (1958). Профессор (1967). Директор Института языка, литературы и истории Казанского Филиала Академии Наук СССР (1944—1953, 1959—1961 гг.). Заслуженный деятель науки ТАССР (1963), РСФСР (1973).

## Биография
Окончил Восточный педагогический институт (1931), работал там же.
В 1943—1944 гг. управляющий Татарским государственным издательством, с 1944 гг. в Институте языка, литературы и истории Казанского Филиала Академии Наук СССР (в 1944—1953, 1959—1961 гг. директор).

## Семья
- Вторая жена — Джемал Вазеева[тат.], литературовед.[1]